# Eugenia subcordata
Eugenia subcordata är en myrtenväxtart som beskrevs av Robert Wight och George Arnott Walker Arnott. Eugenia subcordata ingår i släktet Eugenia och familjen myrtenväxter. Inga underarter finns listade i Catalogue of Life.